# Lygropia maritzalis
Lygropia maritzalis là một loài bướm đêm trong họ Crambidae.